# Seiko Clips5 It's Style'95
『Seiko Clips5 It's Style'95』（セイコ クリップス ファイヴ イッツ スタイル ナインティファイヴ）は、松田聖子のミュージック・ビデオ集。1995年7月1日発売。発売元は、Sony Records。

## 解説
松田聖子5作目のミュージック・ビデオ集で、同年発売アルバム『It's Style '95』収録曲のミュージック・ビデオを収録している。
「It's Style'95」と「素敵にOnce Again」はプロパガンダ・フィルムズが手掛けた。

## 収録曲
1. Opening
2. 素敵にOnce Again
3. Don't You Wanna Dance?
4. It's Style'95
5. Ending
6. 輝いた季節へ旅立とう（Bonus Clip）